# Dolina Triglavskih jezer
Dolina Triglavskih jezer je alpska dolina med Bohinjem in Trento z jezeri, ki so nastala v kotanjah z vododržnimi usedlinami ob mogočnem narivu Slatenske plošče. Dolga je okoli 8 km. Dolina je močno zakrasela; tu srečujemo praktično vse oblike kraškega preperevanja v Alpah. Prisotne so rdečkaste jurske kamnine, v katerih lahko najdemo fosile.
Včasih dolino imenujejo tudi Dolina Sedmerih jezer, čeprav je jezer nekaj več in so nekatera bolj podobna mlakam. Številne so razprave o številu jezerc in mlak v dolini Triglavskih jezer, ker se nekatera večkrat izsušijo in jih zato ne štejemo kot jezera. Največkrat se omenja število sedem.

## Naravni rezervat
Dolina Triglavskih jezer je veljala že v začetnem obdobju planinstva na Slovenskem za enega najlepših predelov Julijcev. K temu je pripomogla tudi ena najstarejših planinskih postojank ob Dvojnem jezeru. Dolina je bila zavarovana že leta 1924 kot Alpski varstveni park. Glede na namen zavarovanja štejemo to letnico za ustanovitev prvega slovenskega narodnega parka. Prvič je bilo uporabljeno ime Triglavski narodni park leta 1926, čeprav je sam vrh Triglava zajelo zavarovano območje parka šele po razširitvi leta 1981.

## Druga imena Doline Triglavskih jezer
Poleg že prej omenjene Doline Sedmerih jezer so dolino poimenovali še Jezerska dolina, slovenski planinec Henrik Tuma jo je navedel kot Dolino Zajezerom, francoski naravoslovec Balthasar Hacquet jo je leta 1778 poimenoval Dolina Za jezircami, Dežman in Baumbach kot Jezerca-Tal, prvi naravoslovci pa so jo označili kot Dolino "kamnitega morja".

## Dostop
Dolina Triglavskih jezer je dostopna z več strani. 
Z bohinjske strani so mogoči dostopi čez planino Blato, mimo izvira Savice ali čez Komno. Z bohinjskih planin ali čez Komno do Dvojnega jezera, kjer stoji Koča pri Triglavskih jezerih (1685 m), je tri do štiri ure hoje. Dolina se sicer prične (ali konča) nekoliko nižje, kjer se nad slapom Savica strmo dviga Komarča, ki predstavlja najbolj zahteven dostop v dolino Triglavskih jezer. Na vrhu strme serpentinaste poti se prične Lopučniška dolina in prvo (ali zadnje, odvisno s katere strani gledamo) Triglavsko jezero - Črno jezero (1294 m).
Iz trentarske strani pa je dostopna po mulatjeri iz doline Zadnjica ali iz vasi Log v Trenti mimo prevala Prehodavci ali čez planino Trebiščino.

## Jezera
- Prvo jezero, Jezero pod Vršacem ali Jezero v Podstenju (1993 m nad morjem), prekriva led še v poletju. V tem okolju lahko uspeva le malo rastlin. Uspevajo predvsem lišaji.
- Nekoliko južneje od prvega jezera leži pod Zasavsko kočo na Prehodavcih Mlaka v Laštah, ki se poleti izsuši.
- Še nekoliko južneje od tega je drugo Triglavsko jezero, Rjavo jezero, ki je dolgo 150 m, široko 100 m in globoko do 10 m.
- Blizu je v ploski kotanji Zeleno jezero, ki je zaradi alg obarvano rahlo zelenkasto. Globoko je do 2 m.
- Četrto jezero, dolgo 300 m, široko 120 m in globoko do 15 m je največje in najgloblje Triglavsko jezero in se zato imenuje Veliko jezero (1830 m nad morjem), tudi Jezero v Ledvicah ali samo Ledvica. Zaradi vode je tukaj rastlinstvo bogatejše.
- Peto in šesto jezero, Dvojno jezero (1685 m nad morjem) ima barvo akvamarina. Tukaj stoji Koča pri Triglavskih jezerih.
- Sedmo jezero, Črno jezero je dobilo svoje ime zaradi lege v kotanji sredi gozda. Zaradi razmeroma majhne nadmorske višine (1319 m) je najtoplejše izmed sedmerih jezer. Dolgo je 150 m, široko 80, globoko do 6 m.

Iz Jezera pod Vršacem vode odtekajo v dolino Soče in v Jadransko morje. Vsa ostala jezera so hidrološko med seboj povezana. Vode se stekajo v Savo Bohinjko in seveda naprej proti Črnemu morju. 

## Geologija
Jezera so na slabše propustnih jurskih apnencih, odločilen za tesnjenje talnih razpok pa je kamniti drobir. Tega je tu na pretek, saj je jezerska dolina nastala zaradi velikega nariva. Če se ozremo proti jugu, so na naši levi prepadne stene, ki se končajo v obsežnih meliščih, medtem ko se na drugi strani škrapljasti apnenčasti podi dvignejo proti grebenu Lepega Špičja. Strme stene Zelnaric, Kopice in Tičaric bi lahko bile čelo nariva, imenovanega Slatenska plošča. Sestavljajo ga starejši karnijski apnenci, ki so se z vzhoda narinili na mlajše jurske apnence.
Drug pomemben dejavnik nastanka jezerc in doline je bilo ledeniško preoblikovanje, na katerega kažejo mnoge morene, lašti in ledeniške raze. Lepo vidni so ostanki ledeniškega delovanja tudi pri Dvojnem jezeru, kjer oba jezera loči ledeniška grbina. Ravno delovanje ledenikov je ustvarilo in preoblikovalo kotanje v katerih se danes na jurskih apnencih pojavljajo jezerca.
Večji del Julijskih Alp tvorijo triasni apnenci. Nad več kot kilometer debelo gmoto so se nalagali tudi mlajši, jurski apnenci. Te rdečkaste kamnine iz obdobja geološkega srednjega veka se vidijo v Dolini Triglavskih jezer (na te razgaljene kamnine bomo v Julijcih le redko naleteli). V jurskih apnencih so ponekod temne okroglaste lise. To so mangan-železovi gomolji. V jurskih apnencih je moč najti do 20 cm velike okamnele lupine amonitov. Najlažje si okamenelega amonita ogledamo v skali, vzidani v vzhodni steni Koče pri Triglavskih jezerih.

## Rastlinstvo
- V zgornjem delu doline domujejo predvsem lišaji. Bolj, ko se spuščamo po dolini, več je cvetja. Okroglolistni mošnjak (Thlaspi rotundifolium) spada med meliščne rastline in preživi tako, da potuje z meliščem, saj svoje korenine usidra. Alpska velesa (Dryas octopetala) preživi tako, da se njeni plazeči poganjki mrežasto oklenejo kamnov. Pozornost na meliščih vzbuja še belocvetna vrsta maka, nežni julijski mak (Papaver julicum Mayer et Merxm.), alpska madronščica (Linaria alpina) in pirenejski kamnokras (Petrocallis pyrenaica).
- Ob Velikem jezeru je zaradi vode več rastlinstva. Tukaj uspeva zlati klobuk (Lilium martagon).
- Pod Dvojnim jezerom uspevajo kranjska lilija (Lilium carniolicum), rumeni svišč ali košutnik (Gentiana lutea), planinski srobot (Clematis alpina).

- Alpska velesa Dryas octopetala
- Alpska madronščica Linaria alpina
- Pirenejski kamnokras Petrocallis pyrenaica
- Zlati klobuk Lilium martagon
- Kranjska lilija Lilium carniolicum
- Rumeni svišč Gentiana lutea
- Planinski srobot Clematis alpina

## Planinske koče
Na južnem robu doline stoji Koča pri Triglavskih jezerih (1683 m), na severnem robu pa Zasavska koča na Prehodavcih (2071 m). Od ene do druge je dobri dve uri hoda. Izhodišči do obeh koč sta dve: bohinjska stran (do Koče pri Triglavskih jezerih čez Komno 5 ur hoje, čez Komarčo 3 ure (zahtevno), s planine Blato, 3.30 ure) in Trenta (do Zasavske koče na Prehodavcih skozi Zadnjico 3 ure, čez planino Trebiščino 4.30 ure).